# Grotte de Louoï
Die Grotte de Louoï ist eine klassifizierte archäologische Stätte in der französischen Gemeinde Vallon-Pont-d’Arc im Département Ardèche, Region Auvergne-Rhône-Alpes.

## Lage
Die Höhle liegt am linken Ufer des Flusses Ibie, etwa 2 km vor dessen Mündung in die Ardèche im Gebirgszug der Rochers de la Mathé auf privatem Gelände. Der Höhleneingang liegt oberhalb eines steilen Geröllfeldes, fast 100 m über dem heutigen Flussbett der Ibie. Der Eingang der Höhle gleicht einer großen Veranda. Ende der 1960er Jahre wurde ein Teil des Eingangs durch einen Felssturz verschüttet. Die begehbare Länge der Höhle ist heute etwa 320 m. Die Höhle verläuft leicht abfallend quer zur Achse des Bergkammes in den Berg nahezu quer zu den benachbarten Höhlen Déroc und Deux-Avens. Das hintere Ende ist durch Tropfstein und Felsstürze verschlossen.

## Entstehung
Wie bei den benachbarten Höhlen geht man davon aus, dass sie dem sehr alten Wassernetz der Ibie angehörte, die heute fast 100 m tiefer verläuft. Erstaunlich ist der Verlauf der Höhle quer zum heutigen Flusslauf und mit Gefälle in den Berg. Nachdem die Ibie sich durch Erosion immer tiefer in ein Tal gegraben hat, liegt die Höhle nun hoch am Hang über dem Fluss.
In jüngerer Erdzeit gelangte nur noch Sickerwasser von der Oberfläche des darüberliegenden Felsmassivs Rochers de la Mathé in die Höhle, was zuletzt durch die reiche Tropfsteinbildung festzustellen ist.

## Geschichte
Die Höhle war Bärenhöhle, Bestattungsort, Wohnhöhle und Zufluchtsort, zuletzt für die verfolgten Hugenotten während der Religionskriege Mitte des 16. Jahrhunderts.
Während der Jahre um 1900 wurden Phosphate und Ocker durch kommerziellen Abbau aus der Höhle gefördert. Durch diesen Umstand und die späteren „Untersuchungen“ der Höhle durch Hobbyhöhlenforscher wurden viele Zeugnisse der Vornutzung endgültig vernichtet.

## Dokumentierte Funde
Erst die durch die Höhlenforscher E. Tscherter, und Ph. Monteil im Jahre 1991 beantragte und bis 1994 durchgeführte Sicherungsgrabung zur Rettung eventuell noch vorhandener Fundstücke hat die Nachweise erbracht, dass die Höhle seit frühester Zeit unterschiedlichen Zwecken diente.
Bei den Ausgrabungen wurden unter anderem 170 Zähne von zehn Erwachsenen und mindestens 19 Kindern sowie Finger- und Fußknochen von fünf Erwachsenen gefunden. Weiter fand man 140 gleichartige Perlen aus Muschelschalen und Scherben, die Gefäßen aus dem Ende der Steinzeit zuzuordnen sind. Aus diesen konnten zwei Vasen rekonstruiert werden, die möglicherweise als Grabbeigaben gedient haben. Bei der Untersuchung der Höhle musste man insgesamt feststellen, dass durch den Abbau der Phosphate und die späteren Raubgrabungen nur wenige Bereiche die ursprüngliche Schichtung im Boden behalten haben. So wurden im Geröll auf dem Hang vor der Höhle steinzeitliche Werkzeuge gefunden.